# آرثر جيمس ريتشارد آش
آرثر جيمس ريتشارد آش هو سياسي كندي، ولد في 30 سبتمبر 1906، وتوفي في 15 يناير 1988.